# Sphaerospira tomsoni
Sphaerospira tomsoni är en snäckart som först beskrevs av Brazier 1876.  Sphaerospira tomsoni ingår i släktet Sphaerospira och familjen Camaenidae. Inga underarter finns listade i Catalogue of Life.